# Liste der Kulturdenkmale in Dresden

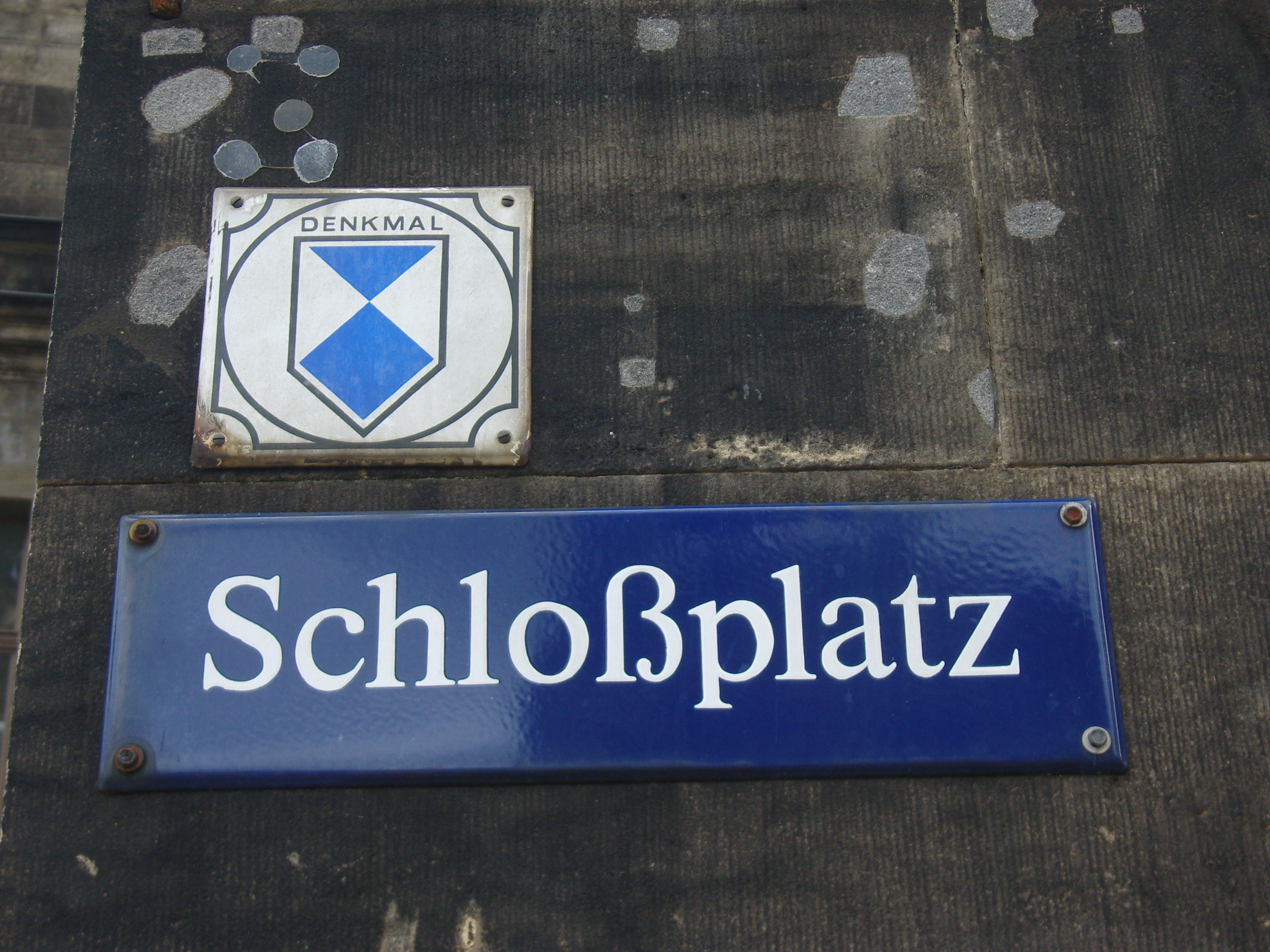
Kennzeichnung am Sächsischen Ständehaus am Dresdner Schloßplatz

Die Liste der Kulturdenkmale in Dresden umfasst die Kulturdenkmale der sächsischen Landeshauptstadt.
Diese Liste ist eine Teilliste der Liste der Kulturdenkmale in Sachsen.

## Einführung
Die Landeshauptstadt Dresden, nicht zuletzt wegen ihrer teils barocken und mediterranen Architektur in der landschaftlich reizvollen Lage am Fluss auch „Elbflorenz“ genannt, weist eine Vielzahl von Kulturdenkmalen auf. Den Angaben des Amtes für Kultur und Denkmalschutz zufolge, der Unteren Denkmalschutzbehörde Dresdens, beläuft sich ihre Gesamtzahl auf rund 9300 Kulturdenkmale und Sachgesamtheiten (Stand: Juni 2015) – die Mehrzahl davon wird auch durch das städtische Amt betreut. Durch die ebenfalls in Dresden ansässigen Oberen Denkmalschutzbehörden des Freistaates, das Landesamt für Denkmalpflege Sachsen und das Landesamt für Archäologie Sachsen, wurden die Kulturdenkmale in den entsprechenden Verzeichnissen erfasst.
Den größten Anteil an den Kulturdenkmalen machen Bauwerke aus, insbesondere Wohngebäude. Daneben sind unter anderem Kirchen, Friedhöfe sowie zahlreiche berühmte Bauten der Innenstadt wie Semperoper und Zwinger, mitunter aber auch Parkanlagen und Teiche sowie Sammlungen und einzelne Gebäudeteile wie Türen als Kulturdenkmale geschützt.
Besonders reich an Kulturdenkmalen sind auf rechtselbischer Seite die Gemarkungen Neustadt, Pieschen, Trachau, Hellerau, Loschwitz und Weißer Hirsch. Auf linkselbischer Seite weisen Blasewitz, Striesen, Strehlen, Löbtau und Plauen eine hohe Dichte an Kulturdenkmalen auf. Im historischen Stadtzentrum und seiner näheren Umgebung, ebenfalls größtenteils linkselbisch gelegen, ist die Dichte der Kulturdenkmale aufgrund hoher Verluste infolge der Luftangriffe auf Dresden 1945 im städtischen Vergleich etwa durchschnittlich. Acht Teilgebiete der Stadt wurden als Denkmalschutzgebiete deklariert, darunter die Dresdner Elbhänge von Pillnitz bis zur Waldschlößchenbrücke, das Preußische Viertel, die Siedlung in Briesnitz und der historische Dorfkern von Laubegast. Die Kulturlandschaft Dresdner Elbtal, an der zahlreiche elbnahe Stadtteile Anteil hatten, war von 2004 bis 2009 als UNESCO-Welterbe geschützt.
Die Liste basiert auf dem Themenstadtplan Dresden, auf dem die vom Landesamt für Denkmalpflege Sachsen erfassten Kulturdenkmale markiert sind. Gegliedert wurde sie in Einzellisten nach den 109 Dresdner Gemarkungen. Diese Listen benennen die einzelnen Denkmale und deren Adresse, geben über einen Link deren Lage an, zeigen ein Bild von ihnen und beschreiben sie kurz. Sie unterscheiden jedoch nicht nach der Art des Kulturdenkmals, da diese Untergliederung in Sachsen nicht gesetzlich vorgesehen ist. In einer weiteren Übersicht sind die Straßen, in denen sich Kulturdenkmale befinden, den Gemarkungen gegenübergestellt.

## Legende
- Karte: Zeigt die Lage der Gemarkung (rote Fläche) innerhalb des Dresdner Stadtgebiets (graue Fläche).
- Lemma: Nennt das Lemma der Liste.
- Bild: Zeigt ein Bild eines Kulturdenkmals in der jeweiligen Gemarkung.
- Stadtteile: Nennt die Stadtteile, die in der Gemarkung liegen.

## Liste der Dresdner Kulturdenkmale nach Gemarkungen
| Karte | Lemma | Beispielbild                                                                                                 | Stadtteile                                                                             |
| ----- | --- | --- | -------------------------------------------------------------------------------------- |
|       | Liste der Kulturdenkmale in Altfranken | Erhaltene Teile der Toranlage des abgerissenen Schlosses im Altfrankener Park                                | Altfranken                                                                             |
|       | Liste der Kulturdenkmale in der Inneren Altstadt Liste der Kulturdenkmale in der Pirnaischen Vorstadt Liste der Kulturdenkmale in der Seevorstadt Liste der Kulturdenkmale in der Wilsdruffer Vorstadt | Canalettoblick auf die Silhouette der Dresdner Altstadt                                                      | Innere Altstadt, Pirnaische Vorstadt, Seevorstadt, innere Wilsdruffer Vorstadt         |
|       | Liste der Kulturdenkmale in der Johannstadt Liste der Kulturdenkmale in der Seevorstadt Liste der Kulturdenkmale in der Südvorstadt (Dresden) Liste der Kulturdenkmale in der Äußeren Wilsdruffer Vorstadt Liste der Kulturdenkmale im Großen Garten (Dresden) | Palais im Großen Garten                                                                                      | Johannstadt, Südvorstadt, äußere Wilsdruffer Vorstadt                                  |
|       | Liste der Kulturdenkmale in Blasewitz (A–M) Liste der Kulturdenkmale in Blasewitz (N–Z) | Elbbrücke Blaues Wunder und die historische Gaststätte Schillergarten am Schillerplatz                       | Blasewitz, Neugruna                                                                    |
|       | Liste der Kulturdenkmale in Borsberg (Dresden) | Ortsteil Borsberg mit der gleichnamigen, vom Schönfelder Hochland aus gesehen sehr flachen Bergkuppe (links) | Borsberg                                                                               |
|       | Liste der Kulturdenkmale in Brabschütz | Alte Schule in Brabschütz                                                                                    | Brabschütz                                                                             |
|       | Liste der Kulturdenkmale in Briesnitz (Dresden) | Briesnitzer Kirche                                                                                           | Briesnitz                                                                              |
|       | Liste der Kulturdenkmale in Bühlau (Dresden) | St.-Michaelis-Kirche Bühlau                                                                                  | Bühlau, Quohren                                                                        |
|       | Liste der Kulturdenkmale in Coschütz (Dresden) | Rathaus Coschütz                                                                                             | Coschütz                                                                               |
|       | Liste der Kulturdenkmale in Cossebaude | Weißes Schloss in Cossebaude                                                                                 | Cossebaude, Neu-Leuteritz                                                              |
|       | Liste der Kulturdenkmale in Cotta (Dresden) | Rathaus Cotta                                                                                                | Cotta                                                                                  |
|       | Liste der Kulturdenkmale in Cunnersdorf (Dresden) | Dorfteich Cunnersdorf                                                                                        | Cunnersdorf                                                                            |
|       | Liste der Kulturdenkmale in Dobritz (Dresden) | Mühle Altdobritz 15                                                                                          | Dobritz                                                                                |
|       | Liste der Kulturdenkmale in Dölzschen | Felsenkeller-Brauerei                                                                                        | Dölzschen                                                                              |
|       | Liste der Kulturdenkmale in der Dresdner Heide | Heidemühle                                                                                                   | (Dresdner Heide)                                                                       |
|       | Liste der Kulturdenkmale in Eschdorf (Dresden) | St.-Barbara-Kirche in Eschdorf                                                                               | Eschdorf, Rosinendörfchen                                                              |
|       | Liste der Kulturdenkmale in der Friedrichstadt (Dresden) | Ehemalige Tabakfabrik Yenidze in der Friedrichstadt                                                          | Friedrichstadt                                                                         |
|       | Liste der Kulturdenkmale in Gittersee | Gitterseer Kirche                                                                                            | Gittersee                                                                              |
|       | Liste der Kulturdenkmale in Gönnsdorf | Rittergut Gönnsdorf                                                                                          | Gönnsdorf                                                                              |
|       | Liste der Kulturdenkmale in Gomlitz | Kulturdenkmale Altgomlitz 12 (re.) und 17                                                                    | Gomlitz                                                                                |
|       | Liste der Kulturdenkmale in Gompitz | Dreiseithof Altgompitz 43                                                                                    | Gompitz                                                                                |
|       | Liste der Kulturdenkmale in Gorbitz | Kammergut Gorbitz                                                                                            | Gorbitz                                                                                |
|       | Liste der Kulturdenkmale in Gostritz | Wohnhaus Altgostritz 15                                                                                      | Gostritz                                                                               |
|       | Liste der Kulturdenkmale in Großluga | Wohnstallhäuser Lugaer Platz 9 und 10                                                                        | Großluga                                                                               |
|       | Liste der Kulturdenkmale in Großzschachwitz | Dreiseithof Pirnaer Landstraße 240                                                                           | Großzschachwitz                                                                        |
|       | Liste der Kulturdenkmale in Gruna (Dresden) | Thomaskirche                                                                                                 | Gruna                                                                                  |
|       | Liste der Kulturdenkmale in Helfenberg (Dresden) | Herrenhaus Helfenberg                                                                                        | Eichbusch, Helfenberg, Rockau                                                          |
|       | Liste der Kulturdenkmale in Hellerau | Festspielhaus Hellerau                                                                                       | Hellerau, Rähnitz                                                                      |
|       | Liste der Kulturdenkmale in Hellerberge | Jonaskreuz                                                                                                   | Hellerberge                                                                            |
|       | Liste der Kulturdenkmale in Hosterwitz | Kirche Maria am Wasser in Hosterwitz                                                                         | Hosterwitz                                                                             |
|       | Liste der Kulturdenkmale in Kaditz | Emmauskirche in Kaditz                                                                                       | Kaditz                                                                                 |
|       | Liste der Kulturdenkmale in Kaitz | Gutsarbeiterhaus Possendorfer Straße 33                                                                      | Kaitz                                                                                  |
|       | Liste der Kulturdenkmale in Kauscha | Zur Eiche 2 in Kauscha                                                                                       | Kauscha                                                                                |
|       | Liste der Kulturdenkmale in Kemnitz (Dresden) | Weltestraße 18 in Kemnitz                                                                                    | Kemnitz                                                                                |
|       | Liste der Kulturdenkmale in Kleinluga | Teichplatz 3 in Kleinluga                                                                                    | Kleinluga                                                                              |
|       | Liste der Kulturdenkmale in Kleinpestitz | Dreiseithof Altpestitz 3                                                                                     | Kleinpestitz                                                                           |
|       | Liste der Kulturdenkmale in Kleinzschachwitz | Putjatinhaus in Kleinzschachwitz                                                                             | Kleinzschachwitz                                                                       |
|       | Liste der Kulturdenkmale in Klotzsche | Wasserturm Klotzsche                                                                                         | Klotzsche                                                                              |
|       | Liste der Kulturdenkmale in Krieschendorf | Dreiseithof Krieschendorfer Straße 19                                                                        | Krieschendorf                                                                          |
|       | Liste der Kulturdenkmale in Langebrück | Langebrücker Kirche                                                                                          | Langebrück                                                                             |
|       | Liste der Kulturdenkmale in Laubegast | Volkshaus Laubegast                                                                                          | Laubegast                                                                              |
|       | Liste der Kulturdenkmale in Lausa (Dresden) | Erb-, Brau- und Schänkgut nebst der Lausaer Kirche                                                           | Friedersdorf, Lausa                                                                    |
|       | Liste der Kulturdenkmale in Leuben | Turm der Alten Kirche in Leuben                                                                              | Leuben                                                                                 |
|       | Liste der Kulturdenkmale in Leubnitz-Neuostra | Leubnitzer Kirche                                                                                            | Leubnitz-Neuostra                                                                      |
|       | Liste der Kulturdenkmale in Leuteritz (Dresden) | Dorfkern von Leuteritz                                                                                       | Alt-Leuteritz                                                                          |
|       | Liste der Kulturdenkmale in Leutewitz (Dresden) | Leutewitzer Windmühle                                                                                        | Leutewitz                                                                              |
|       | Liste der Kulturdenkmale in Lockwitz | Schloss Lockwitz                                                                                             | Lockwitz                                                                               |
|       | Liste der Kulturdenkmale in Löbtau | Straßenzug mit typischer Bebauung in Löbtau                                                                  | Löbtau                                                                                 |
|       | Liste der Kulturdenkmale in Loschwitz (A–L) Liste der Kulturdenkmale in Loschwitz (M–Z) | Elbhang mit Loschwitzer Kirche (Bildmitte) und Schwebebahn                                                   | Loschwitz                                                                              |
|       | Liste der Kulturdenkmale in Malschendorf | Malschendorf von Eichbusch aus gesehen                                                                       | Malschendorf                                                                           |
|       | Liste der Kulturdenkmale in Marsdorf (Dresden) | Marsdorf | Marsdorf                                                                               |
|       | Liste der Kulturdenkmale in Merbitz (Dresden) | Dorfkern von Merbitz                                                                                         | Merbitz                                                                                |
|       | Liste der Kulturdenkmale in Meußlitz | Dorfkern von Meußlitz                                                                                        | Meußlitz                                                                               |
|       | Liste der Kulturdenkmale in Mickten | Dorfkern von Mickten                                                                                         | Mickten                                                                                |
|       | Liste der Kulturdenkmale in Mobschatz | Dorfkern von Mobschatz                                                                                       | Mobschatz                                                                              |
|       | Liste der Kulturdenkmale in Mockritz (Dresden) | Dorfkern von Mockritz                                                                                        | Mockritz                                                                               |
|       | Liste der Kulturdenkmale in Naußlitz (Dresden) | Kaiserhof im Dorfkern von Naußlitz                                                                           | Naußlitz                                                                               |
|       | Liste der Kulturdenkmale in der Albertstadt Liste der Kulturdenkmale in der Äußeren Neustadt (Dresden, A–K) Liste der Kulturdenkmale in der Äußeren Neustadt (Dresden, L–Z) Liste der Kulturdenkmale in der Inneren Neustadt Liste der Kulturdenkmale in der Leipziger Vorstadt (A–H) Liste der Kulturdenkmale in der Leipziger Vorstadt (I–Z) Liste der Kulturdenkmale in der Radeberger Vorstadt | Der Goldene Reiter, Standbild Augusts des Starken                                                            | Albertstadt, Äußere Neustadt, Innere Neustadt, Leipziger Vorstadt, Radeberger Vorstadt |
|       | Liste der Kulturdenkmale in Nickern | Schloss Nickern                                                                                              | Nickern                                                                                |
|       | Liste der Kulturdenkmale in Niedergohlis | Dorfkern von Niedergohlis                                                                                    | Niedergohlis                                                                           |
|       | Liste der Kulturdenkmale in Niederpoyritz | Niederpoyritz von der anderen Elbseite aus gesehen                                                           | Niederpoyritz                                                                          |
|       | Liste der Kulturdenkmale in Niedersedlitz | Rathaus Niedersedlitz                                                                                        | Niedersedlitz                                                                          |
|       | Liste der Kulturdenkmale in Niederwartha | Pumpspeicherwerk Niederwartha                                                                                | Niederwartha                                                                           |
|       | Liste der Kulturdenkmale in Obergohlis | Gohliser Windmühle                                                                                           | Obergohlis                                                                             |
|       | Liste der Kulturdenkmale in Oberpoyritz | Blick auf die Rysselkuppe, den markanten Weinberg oberhalb von Oberpoyritz                                   | Oberpoyritz                                                                            |
|       | Liste der Kulturdenkmale in Oberwartha | Dorfkern in Oberwartha mit der Dorflinde (Naturdenkmal)                                                      | Oberwartha                                                                             |
|       | Liste der Kulturdenkmale in Ockerwitz | Dorfkern von Ockerwitz                                                                                       | Ockerwitz                                                                              |
|       | Liste der Kulturdenkmale in Omsewitz | Dorfkern von Omsewitz                                                                                        | Burgstädtel, Omsewitz                                                                  |
|       | Liste der Kulturdenkmale in Pappritz (Dresden) | Pumpe und Feuerwehrhaus in Pappritz                                                                          | Pappritz                                                                               |
|       | Liste der Kulturdenkmale in Pennrich | Dorfkern von Pennrich                                                                                        | Pennrich                                                                               |
|       | Liste der Kulturdenkmale in Pieschen (A–K) Liste der Kulturdenkmale in Pieschen (L–Z) | Rathaus Pieschen                                                                                             | Pieschen                                                                               |
|       | Liste der Kulturdenkmale in Pillnitz | Schloss Pillnitz                                                                                             | Pillnitz                                                                               |
|       | Liste der Kulturdenkmale in Plauen (Dresden) | Rathaus Plauen                                                                                               | Plauen                                                                                 |
|       | Liste der Kulturdenkmale in Podemus | Dorfkern von Podemus                                                                                         | Podemus                                                                                |
|       | Liste der Kulturdenkmale in Prohlis | Palitzsch-Museum n Prohlis                                                                                   | Prohlis                                                                                |
|       | Liste der Kulturdenkmale in Räcknitz | Moreau-Denkmal in Räcknitz                                                                                   | Räcknitz                                                                               |
|       | Liste der Kulturdenkmale in Reick | Panometer in Reick                                                                                           | Reick                                                                                  |
|       | Liste der Kulturdenkmale in Reitzendorf (Dresden) | Kleinbauernmuseum Reitzendorf                                                                                | Reitzendorf                                                                            |
|       | Liste der Kulturdenkmale in Rennersdorf (Dresden) | Dorfkern von Rennersdorf                                                                                     | Rennersdorf                                                                            |
|       | Liste der Kulturdenkmale in Rochwitz | Dorfkern von Rochwitz                                                                                        | Rochwitz                                                                               |
|       | Liste der Kulturdenkmale in Roitzsch (Dresden) | Dorfkern von Roitzsch                                                                                        | Roitzsch                                                                               |
|       | Liste der Kulturdenkmale in Rossendorf (Dresden) | Rittergut Rossendorf                                                                                         | Rossendorf                                                                             |
|       | Liste der Kulturdenkmale in Roßthal (Dresden) | Schloss Roßthal                                                                                              | Neunimptsch, Roßthal                                                                   |
|       | Liste der Kulturdenkmale in Schönborn (Dresden) | Schönborner Kirche                                                                                           | Schönborn                                                                              |
|       | Liste der Kulturdenkmale in Schönfeld (Dresden) | Schloss Schönfeld                                                                                            | Schönfeld                                                                              |
|       | Liste der Kulturdenkmale in Schullwitz | Dorfkern von Schullwitz                                                                                      | Schullwitz                                                                             |
|       | Liste der Kulturdenkmale in Seidnitz | Tribüne der Seidnitzer Pferderennbahn                                                                        | Seidnitz                                                                               |
|       | Liste der Kulturdenkmale in Söbrigen | Söbrigen von Zschieren aus gesehen                                                                           | Söbrigen                                                                               |
|       | Liste der Kulturdenkmale in Sporbitz | Dorfkern von Sporbitz                                                                                        | Sporbitz                                                                               |
|       | Liste der Kulturdenkmale in Steinbach (Dresden) | Dorfkern von Steinbach                                                                                       | Steinbach                                                                              |
|       | Liste der Kulturdenkmale in Stetzsch | Dorfkern von Stetzsch                                                                                        | Stetzsch                                                                               |
|       | Liste der Kulturdenkmale in Strehlen (Dresden) | Christuskirche in Strehlen                                                                                   | Strehlen                                                                               |
|       | Liste der Kulturdenkmale in Striesen | Ernemannturm in Striesen                                                                                     | Striesen                                                                               |
|       | Liste der Kulturdenkmale in Tolkewitz | Krematorium des Friedhofs in Tolkewitz                                                                       | Tolkewitz                                                                              |
|       | Liste der Kulturdenkmale in Torna (Dresden) | Dorfkern von Torna                                                                                           | Torna                                                                                  |
|       | Liste der Kulturdenkmale in Trachau (A–J) Liste der Kulturdenkmale in Trachau (K–Z) | Großsiedlung Trachau (Hans-Richter-Siedlung)                                                                 | Trachau                                                                                |
|       | Liste der Kulturdenkmale in Trachenberge | Ehem. Gasthof Wilder Mann in Trachenberge                                                                    | Trachenberge                                                                           |
|       | Liste der Kulturdenkmale in Übigau | Schloss Übigau                                                                                               | Übigau                                                                                 |
|       | Liste der Kulturdenkmale in Unkersdorf | Unkersdorfer Kirche                                                                                          | Unkersdorf                                                                             |
|       | Liste der Kulturdenkmale in Wachwitz | Wachwitz mit Fernsehturm                                                                                     | Wachwitz                                                                               |
|       | Liste der Kulturdenkmale auf dem Weißen Hirsch | Bautzner Straße am Weißen Hirsch um 1900                                                                     | Weißer Hirsch                                                                          |
|       | Liste der Kulturdenkmale in Weißig (Dresden) | Kreuzkirche Weißig                                                                                           | Weißig                                                                                 |
|       | Liste der Kulturdenkmale in Weixdorf | Dorfkern von Weixdorf                                                                                        | Weixdorf                                                                               |
|       | Liste der Kulturdenkmale in Wilschdorf (Dresden) | Pfarrhaus Wilschdorf                                                                                         | Wilschdorf                                                                             |
|       | Liste der Kulturdenkmale in Wölfnitz (Dresden) | Siedlungsgebäude am Stieglitzgrund in Wölfnitz                                                               | Wölfnitz                                                                               |
|       | Liste der Kulturdenkmale in Zaschendorf (Dresden) | Straße „Am Waldrand“ in Zaschendorf                                                                          | Zaschendorf                                                                            |
|       | Liste der Kulturdenkmale in Zöllmen | Dreiseithof Am Erlengrund 6                                                                                  | Zöllmen                                                                                |
|       | Liste der Kulturdenkmale in Zschertnitz | | Zschertnitz                                                                            |
|       | Liste der Kulturdenkmale in Zschieren | Fährhaus, Pionier-Detachements-Kaserne                                                                       | Zschieren                                                                              |